# Rodri (cầu thủ bóng đá, sinh 1996)
Rodrigo Hernández Cascante (sinh ngày 22 tháng 6 năm 1996), thường được biết đến với tên gọi Rodri hay Rodrigo, là một cầu thủ bóng đá chuyên nghiệp người Tây Ban Nha hiện đang thi đấu ở vị trí tiền vệ phòng ngự cho câu lạc bộ Premier League Manchester City và đội tuyển bóng đá quốc gia Tây Ban Nha. Được đánh giá là một trong những cầu thủ xuất sắc nhất thế giới trong thế hệ của mình, anh nổi tiếng nhờ lối chơi giàu thể lực, khả năng linh hoạt trong lối chơi, khả năng chuyền bóng chuẩn xác, và nhãn quan chiến thuật siêu hạng.
Khởi đầu sự nghiệp trong màu áo Villarreal và Atletico Madrid, Rodri chuyển đến khoác áo cho câu lạc bộ Manchester City vào năm 2019. Kể từ đó, anh trở thành nhân tố không thể thay thế trong việc đưa câu lạc bộ giành bốn danh hiệu Premier League từ mùa giải 2020–21 đến mùa giải 2023–24. Trong mùa giải 2022–23, anh là một trong những thành viên quan trọng giúp câu lạc bộ giành cú ăn ba lịch sử, trong đó có UEFA Champions League.
Rodri là tuyển thủ Tây Ban Nha và là cựu tuyển thủ trẻ quốc tế. Anh đã ra mắt đội tuyển quốc gia vào năm 2018 và kể từ đó anh đại diện cho đất nước của mình tại UEFA Euro 2020, FIFA World Cup 2022 và UEFA Euro 2024. Anh lên ngôi vô địch UEFA Nations League 2023 và Euro 2024, hai giải đấu mà anh được trao tặng danh hiệu Cầu thủ xuất sắc nhất giải đấu. Với những thành tích hoàn hảo trên cả phương diện câu lạc bộ và đội tuyển quốc gia, Rodri được trao tặng danh hiệu Quả bóng vàng châu Âu 2024, trở thành cầu thủ nam Tây Ban Nha thứ hai làm được điều này kể từ Luis Suarez vào năm 1960.

## Sự nghiệp cấp câu lạc bộ

### Villarreal
Sinh ra ở Madrid, Rodri gia nhập đội bóng trẻ của Atlético Madrid vào năm 2007 ở tuổi 11, từ CF Rayo Majadahonda. Anh bị cắt hợp đồng vào năm 2013 do bị đánh giá là thiếu sức mạnh thể chất, sau đó anh đã ký hợp đồng với Villarreal. 
Ngày 7 tháng 2 năm 2015, khi còn là một thiếu niên, Rodri đã ra mắt đội một trong thành phần dự bị, được vào sân thay người vào cuối trận trong chiến thắng 3–1 trên sân khách trước RCD Espanyol B ở Segunda División B (giải hạng 3 Tây Ban Nha). Anh được thi đấu trận đầu tiên sau đó 15 ngày, trong chiến thắng 2-0 trước Real Zaragoza B.
Rodri lần đầu đá chính vào ngày 17 tháng 12 năm 2015, trong chiến thắng trên sân nhà 2-0 trước SD Huesca tại Cúp Nhà vua Tây Ban Nha mùa đó. Lần đầu được đá chính tại La Liga của anh là vào ngày 17 tháng 4 năm 2016, khi anh vào sân trong hiệp hai thay cho Denis Suárez trong trận thua 1–2 trước Rayo Vallecano.
Ngày 4 tháng 12 năm 2017, sau khi khi đã khẳng định được vị trí, Rodri đã gia hạn hợp đồng đến năm 2022. Anh đã ghi bàn thắng đầu tiên ở giải đấu cao nhất Tây Ban Nha vào ngày 18 tháng 2 năm 2018, trong trận hòa 1–1 với RCD Espanyol.

### Atlético Madrid
Ngày 24 tháng 5 năm 2018, Rodri trở lại Atlético sau khi câu lạc bộ đạt được thỏa thuận với Villarreal về việc chuyển nhượng. Anh đã ký hợp đồng 5 năm với đội bóng thành Madrid, theo hợp đồng có giá trị 20 triệu EUR cộng thêm 5 triệu EUR tiền thưởng tùy thành tích.

### Manchester City

#### Mùa giải 2019–20: Mùa giải đầu tiên ở nước Anh
Ngày 3 tháng 7 năm 2019, Manchester City đã chi hơn 70 triệu euro (khoảng 62,6 triệu bảng) để giải phóng hợp đồng của Rodri. Vụ chuyển nhượng đã xác lập kỷ lục chuyển nhượng mới được của Manchester City. Anh đã ký một bản hợp đồng có thời hạn 5 năm.
Rodri có trận ra mắt tại FA Community Shield 2019 vào ngày 4 tháng 8 tại Sân vận động Wembley, chơi trọn vẹn 90 phút khi Man City giành chiến thắng trên chấm phạt đền trước Liverpool sau trận hòa 1–1. Anh có trận ra mắt Premier League trước West Ham United sáu ngày sau đó trong chiến thắng 5–0 trên sân khách, và vào ngày 14 tháng 9, anh ghi bàn đầu tiên như một niềm an ủi trong trận thua 3–2 trên sân khách trước Norwich City.
Vào tháng 10 năm 2019, đã có thông báo rằng anh phải nghỉ thi đấu một tháng do chấn thương gân khoeo.
Vào ngày 1 tháng 3 năm 2020, Man City đã giành được Cúp EFL tại Sân vận động Wembley lần thứ ba liên tiếp, đánh bại Aston Villa với tỷ số 2–1 trong trận chung kết. Rodri đánh đầu trong bàn thắng thứ hai của Man City từ một quả phạt góc, đem về chiến thắng cho đội bóng.

#### 2020–nay: Thành công tại Premier League và cú ăn ba châu lục

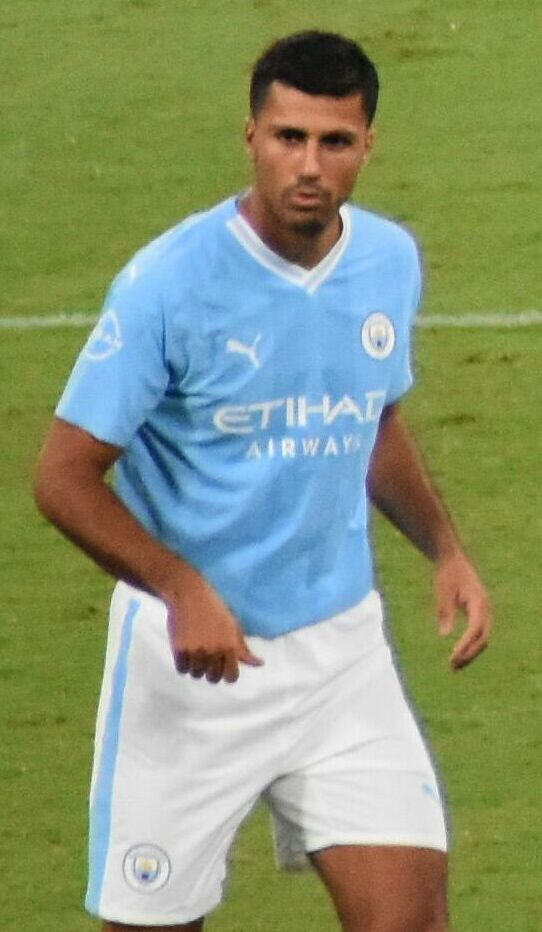
Rodri thi đấu trong màu áo Manchester City vào năm 2023.

Vào ngày 13 tháng 2 năm 2021, Rodri ghi bàn thắng đầu tiên của Man City trong trận đấu từ một quả phạt đền, trong chiến thắng 3–0 trước Tottenham Hotspur. Trong mùa giải quốc nội 2021–22, Rodri có số đường chuyền thành công là 82,0 mỗi 90 phút và tỷ lệ chuyền bóng thành công là 91,8% trong suốt cả mùa giải. Những con số này đưa Rodri lên vị trí dẫn đầu trong số tất cả các tiền vệ tại Giải Ngoại hạng Anh ở cả hai hạng mục. Nhân hai con số đó với nhau cho thấy trung bình, Rodri thực hiện một đường chuyền sau mỗi 60,5 giây trong mùa giải, dẫn đầu tất cả các tiền vệ tại Giải Ngoại hạng Anh ở hạng mục đó, chỉ có Thiago của Liverpool là gần đạt đến con số đó.
Vào ngày 12 tháng 7 năm 2022, Rodri đã đồng ý gia hạn hợp đồng với Manchester City đến năm 2027. Vào ngày 11 tháng 4 năm 2023, anh ghi bàn thắng đầu tiên tại UEFA Champions League trong chiến thắng 3–0 trên sân nhà trước Bayern Munich ở lượt đi trận tứ kết. Vào ngày 10 tháng 6, anh đã ghi bàn thắng duy nhất trong trận chung kết Champions League gặp Inter Milan, đem đến chiến thắng cho Manchester City và giúp họ dành được danh hiệu Champions League đầu tiên trong lịch sử câu lạc bộ và hoàn thành cú ăn ba châu lục năm ấy. Rodri được xướng tên là cầu thủ xuất sắc nhất trận, và anh được bình chọn là Cầu thủ xuất sắc nhất mùa giải của giải đấu.
Vào ngày 23 tháng 9 năm 2023, anh đã bị đuổi khỏi sân trong trận đấu với Nottingham Forest tại khuôn khổ Premier League vì đã nổi giận với Morgan Gibbs-White sau một cuộc ẩu đả, dẫn đến một cuộc hỗn chiến. Đây là thẻ đỏ đầu tiên của anh tại Premier League. City sau đó đã thua liên tiếp cả ba trận đấu tiếp theo (trước Wolverhampton Wanderers, Arsenal và Newcastle United) trong quãng thời gian anh bị treo giò. Sau thẻ vàng thứ năm trong trận đấu với Tottenham, Rodri đã bị treo giò và City tiếp tục thua một trận nữa – đó là khi họ đối đầu Aston Villa.
Vào ngày 19 tháng 5 năm 2024, Rodri đã ghi bàn thắng quyết định vào góc dưới khung thành tạo nên chiến thắng 3–1 của Manchester City trước West Ham United vào ngày thi đấu cuối cùng của mùa giải. Chiến thắng của City giúp họ trở thành câu lạc bộ đầu tiên trong lịch sử Anh nâng cao chiếc cúp Premier League trong bốn mùa giải liên tiếp. Ngoài ra, anh đã đạt đến trận đấu bất bại thứ 50 liên tiếp tại Premier League cùng với câu lạc bộ của mình, chỉ đứng sau Sol Campbell với 56 trận.
Vào ngày 22 tháng 9 năm 2024, Rodri đã phải rời sân trong hiệp một ở trận hòa 2–2 của Manchester City trước Arsenal, do chấn thương sau đó được xác nhận là đứt dây chằng chéo trước và đứt sụn chêm, khiến anh phải ngồi ngoài trong phần còn lại của mùa giải 2024–25. Ngày 28 tháng 10 năm 2024, anh vượt qua Vinicius Junior để giành chiến thắng Quả bóng vàng châu Âu 2024.

## Sự nghiệp quốc tế
Sau khi chơi cho Tây Ban Nha ở độ cấp độ U-16, U-19 và U-21, Rodri lần đầu tiên được triệu tập vào đội tuyển ngày 16 tháng 3 năm 2018 cho hai trận giao hữu với Đức và Argentina. Anh ra mắt 5 ngày sau đó, thay thế Thiago Alcântara vào cuối trận hòa 1–1 với Đức ở Düsseldorf.
Ngày 24 tháng 5 năm 2021, Rodri có tên trong danh sách 24 cầu thủ của huấn luyện viên Luis Enrique cho UEFA Euro 2020, nơi anh và các đồng đội tiến tới bán kết và chỉ chịu thua trước Ý trên chấm luân lưu. Năm 2022, anh cũng có tên trong danh sách 26 cầu thủ tham dự FIFA World Cup 2022, nơi anh và các đồng đội thất bại trước Maroc cũng trên chấm luân lưu. Đến tháng 6 năm 2023, anh cùng với các đồng đội của mình giành chiếc cúp vô địch UEFA Nations League 2022–23. Năm 2024, anh là một trong 26 cầu thủ tham dự UEFA Euro 2024, tại đây anh đã có màn thể hiện xuất sắc xuyên suốt giải đấu để giúp cho đội tuyển Tây Ban Nha lên ngôi vô địch lần thứ tư trong lịch sử, và cá nhân anh cũng được vinh danh là Cầu thủ xuất sắc nhất giải đấu.

## Thống kê sự nghiệp

### Câu lạc bộ
Tính tới ngày 30 tháng 6 năm 2025 
| Câu lạc bộ          | Mùa giải            | Giải vô địch        | Giải vô địch | Giải vô địch | Cúp quốc gia | Cúp quốc gia | Cúp liên đoàn | Cúp liên đoàn | Châu Âu | Châu Âu | Khác | Khác | Tổng cộng | Tổng cộng |
| Câu lạc bộ          | Mùa giải            | Hạng đấu            | Trận         | Bàn          | Trận         | Bàn          | Trận          | Bàn           | Trận    | Bàn     | Trận | Bàn  | Trận      | Bàn       |
| ------------------- | ------------------- | ------------------- | ------------ | ------------ | ------------ | ------------ | ------------- | ------------- | ------- | ------- | ---- | ---- | --------- | --------- |
| Villarreal B        | 2014–15             | Segunda División B  | 7            | 0            | —            | —            | —             | —             | —       | —       | —    | —    | 7         | 0         |
| Villarreal B        | 2015–16             | Segunda División B  | 32           | 1            | —            | —            | —             | —             | —       | —       | 2    | 1    | 34        | 2         |
| Villarreal B        | Tổng cộng           | Tổng cộng           | 39           | 1            | —            | —            | —             | —             | —       | —       | 2    | 1    | 41        | 2         |
| Villarreal          | 2015–16             | La Liga             | 3            | 0            | 3            | 0            | —             | —             | 0       | 0       | —    | —    | 6         | 0         |
| Villarreal          | 2016–17             | La Liga             | 23           | 0            | 4            | 0            | —             | —             | 4       | 1       | —    | —    | 31        | 1         |
| Villarreal          | 2017–18             | La Liga             | 37           | 1            | 4            | 0            | —             | —             | 6       | 0       | —    | —    | 47        | 1         |
| Villarreal          | Tổng cộng           | Tổng cộng           | 63           | 1            | 11           | 0            | —             | —             | 10      | 1       | —    | —    | 84        | 2         |
| Atlético Madrid     | 2018–19             | La Liga             | 34           | 3            | 4            | 0            | —             | —             | 8       | 0       | 1    | 0    | 47        | 3         |
| Manchester City     | 2019–20             | Premier League      | 35           | 3            | 4            | 0            | 4             | 1             | 8       | 0       | 1    | 0    | 52        | 4         |
| Manchester City     | 2020–21             | Premier League      | 34           | 2            | 4            | 0            | 5             | 0             | 10      | 0       | —    | —    | 53        | 2         |
| Manchester City     | 2021–22             | Premier League      | 33           | 7            | 2            | 0            | 0             | 0             | 10      | 0       | 1    | 0    | 46        | 7         |
| Manchester City     | 2022–23             | Premier League      | 36           | 2            | 4            | 0            | 3             | 0             | 12      | 2       | 1    | 0    | 56        | 4         |
| Manchester City     | 2023–24             | Premier League      | 34           | 8            | 4            | 0            | 0             | 0             | 8       | 1       | 4    | 0    | 50        | 9         |
| Manchester City     | 2024–25             | Premier League      | 3            | 0            | 0            | 0            | 0             | 0             | 1       | 0       | 4    | 0    | 8         | 0         |
| Manchester City     | Tổng cộng           | Tổng cộng           | 175          | 22           | 18           | 0            | 12            | 1             | 49      | 3       | 11   | 0    | 265       | 26        |
| Tổng cộng sự nghiệp | Tổng cộng sự nghiệp | Tổng cộng sự nghiệp | 311          | 27           | 33           | 0            | 12            | 1             | 67      | 4       | 14   | 1    | 437       | 33        |

1. ↑  Bao gồm Copa del Rey và FA Cup
2. ↑  Bao gồm EFL Cup
3. ↑  Số lần ra sân tại Segunda División B play-offs
4. 1 2  Số lần ra sân tại UEFA Europa League
5. 1 2 3 4 5 6 7  Số lần ra sân tại UEFA Champions League
6. ↑  Ra sân tại UEFA Super Cup
7. 1 2 3  Ra sân tại FA Community Shield
8. ↑  Một lần ra sân tại FA Community Shield, một lần ra sân tại UEFA Super Cup, hai lần ra sân tại FIFA Club World Cup
9. ↑  Số lần ra sân tại FIFA Club World Cup

### Đội tuyển quốc gia
Tính đến ngày 8 tháng 9 năm 2024.
| Đội tuyển quốc gia Tây Ban Nha | Đội tuyển quốc gia Tây Ban Nha | Đội tuyển quốc gia Tây Ban Nha |
| Năm                            | Trận                           | Bàn                            |
| ------------------------------ | ------------------------------ | ------------------------------ |
| 2018                           | 4                              | 0                              |
| 2019                           | 7                              | 0                              |
| 2020                           | 6                              | 1                              |
| 2021                           | 13                             | 0                              |
| 2022                           | 9                              | 0                              |
| 2023                           | 9                              | 0                              |
| 2024                           | 9                              | 3                              |
| Tổng cộng                      | 57                             | 4                              |

### Bàn thắng quốc tế
| #  | Ngày                 | Địa điểm                                            | Đối thủ | Bàn thắng | Kết quả | Giao hữu                    |
| -- | -------------------- | --------------------------------------------------- | ------- | --------- | ------- | --------------------------- |
| 1. | 17 tháng 11 năm 2020 | Sân vận động La Cartuja, Sevilla, Tây Ban Nha       | Đức     | 3–0       | 6–0     | UEFA Nations League 2020–21 |
| 2. | 26 tháng 3 năm 2024  | Sân vận động Santiago Bernabeu, Madrid, Tây Ban Nha | Brasil  | 1–0       | 3–3     | Giao hữu                    |
| 3. | 26 tháng 3 năm 2024  | Sân vận động Santiago Bernabeu, Madrid, Tây Ban Nha | Brasil  | 3–2       | 3–3     | Giao hữu                    |
| 4. | 30 tháng 6 năm 2024  | RheinEnergieStadion, Cologne, Đức                   | Gruzia  | 1–1       | 4–1     | UEFA Euro 2024              |

## Danh hiệu
Atlético Madrid
- UEFA Super Cup: 2018[52]

Manchester City
- Premier League: 2020–21[53], 2021–22[54], 2022–23,[3] 2023–24[3]
- FA Cup: 2022–23
- EFL Cup: 2019–20[55], 2020–21[56]
- FA Community Shield: 2019[57]
- UEFA Champions League: 2022–23;[58] á quân: 2020–21[59]
- UEFA Super Cup: 2023[60]
- FIFA Club World Cup: 2023[61]

U-19 Tây Ban Nha
- UEFA European Under-19 Championship: 2015[62]

U-21 Tây Ban Nha
- Á quân UEFA European Under-21 Championship: 2017[63]

Tây Ban Nha
- UEFA European Championship: 2024[64]
- UEFA Nations League: 2022–23; á quân: 2020–21[65]

Cá nhân
- Quả bóng vàng châu Âu: 2024[66]
- Cầu thủ xuất sắc mùa giải UEFA Champions League: 2022–23[28]
- Đội hình xuất sắc nhất UEFA Champions League: 2022–23 [67]
- Bàn thắng đẹp nhất tháng Giải bóng đá Ngoại Hạng Anh: tháng 11 2021[68]
- Cầu thủ xuất sắc nhất Vòng chung kết UEFA Nations League : 2023[69]
- PFA Team of the Year: Premier League 2022-23[70]
- Quả bóng vàng FIFA Club World Cup: 2023[71]